# 第一代阿盖尔侯爵阿奇博尔德·坎贝尔

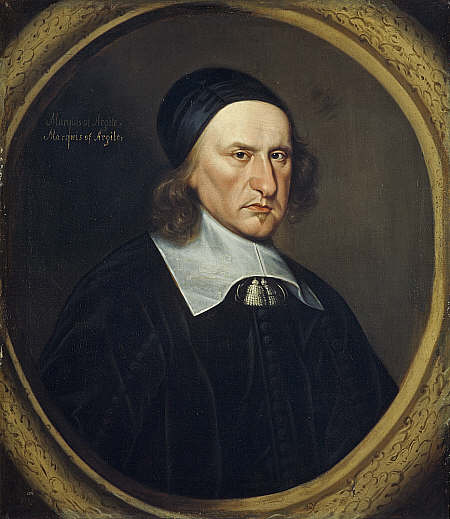
阿奇博尔德·坎贝尔，阿蓋爾侯爵

阿奇博尔德·坎贝尔，第一代阿蓋爾侯爵與第八代阿蓋爾伯爵（Archibald Campbell, 1st Marquess of Argyll, 8th Earl of Argyll，1607年3月—1661年5月27日）是苏格兰坎貝爾氏族族长，英國內戰時期，蘇格蘭誓約派的領袖，對抗想以盎格魯大公主義取代蘇格蘭傳統長老宗信仰的英格蘭軍。
主教戰爭期間，誓約派在阿蓋爾和亞歷山大·萊斯利領導下擊退來犯英軍，三國之戰期間阿蓋爾阻止查理一世將其權力延伸至蘇格蘭境內，反王的態度使他與親王的蒙特羅斯侯爵成為死對頭。
斯圖亞特王朝復辟後，阿蓋爾被查理二世送進倫敦塔，1661年被處決。
1. ↑  Cruwys, Elizabeth; Riffenburgh, Beau. Hicks, Penny , 编. . Basingstoke, UK: AA Publishing. 1995. ISBN 978-0-7495-1048-0.
2. ↑  Fraser, Antonia. . London: Weidenfeld & Nicolson. 1979: 89, 99–100.